# Poaephyllum podochiloides
Poaephyllum podochiloides là một loài thực vật có hoa trong họ Lan. Loài này được (Schltr.) Ridl. miêu tả khoa học đầu tiên năm 1916.